# 狩野近雄
狩野 近雄（かのう ちかお、1909年4月5日 - 1977年3月10日）は、日本の新聞記者、実業家。群馬県生まれ。早稲田大学法学部卒業。毎日新聞記者となり、中部本社編集局長、印刷局長、東京出版局長、東京編集局長、出版担当取締役、中部本社代表、西部本社代表、常務取締役、スポーツニッポン新聞社社長、横綱審議委員。俳句、茶の湯をたしなみ、文人とのつきあいもあった。銀座百店句会、ねんげ句会同人。

## 著書
- 『お値打ち案内』文芸春秋新社 1961
- 『食いもの旅行』文芸春秋新社・ポケット文春 1965
- 『食いもの好き』三月書房 1972
- 『好食一代』三月書房 1974
- 『記者とその世界』狩野戦太郎 1977

## 参考
- 愛知県総合教育センター愛知県文学資料館
- 『食いもの好き』著者紹介